# Daily Express
Daily Express er en britisk tabloidavis med et oplag på 761.637 (pr. februar 2007).
Avisen, der politisk er konservativ, blev grundlagt i 1900. Dens søndagsudgave, Sunday Express, blev lanceret i 1918. Daily Express ejes af Richard Desmond og er flagskibet i avisgruppen Express Newspapers, der også udgiver Daily Star.
Daily Express har haft et støt faldende oplag over de sidste 25 år.
Avisens redaktionelle linje er overvejende sensationspræget og den har siden Prinsesse Dianas død i 1997 jænvligt bragt konspirationsteorier omkring hendes død som forsidestof, hvilket har medført at avisen er blevet kaldt Daily Ex-Princess og Diana Express.